# Martin-Notation

Krähenfußnotation

Die Martin-Notation (auch Krähenfußnotation; englisch crow’s foot notation) nach James Martin, Charles Bachman und Odell ist eine Notation zur semantischen Datenmodellierung, um vereinfachte Entity-Relationship-Modelle darzustellen.
Sie verwendet für eine 1:n-Beziehung sogenannte Krähenfüße und wird daher auch Krähenfußnotation genannt.
Die Rechtecke bezeichnen die Entitätstypen, die mittels Beziehungslinien miteinander verbunden sind. Beispielsweise steht im Diagramm „Person“ in Beziehung zu „Ort“.
Die Kardinalitäten (Multiplizitäten) werden durch 0 (Null), | (Eins) bzw. den  Krähenfuß (beliebig viele) gekennzeichnet. Bei jeder Beziehung stehen zwei Kardinalitäten hintereinander, die das minimale und das maximale Auftreten beschreiben.
Die Diagramme in der Grafik lesen sich wie folgt: 
- Eine Person ist geboren in minimal einem, maximal einem Ort.
- Eine Person ist gestorben in minimal Null, maximal einem Ort.
- Eine Person macht Ferien in minimal Null, maximal vielen Orten.
- Eine Person war bereits in minimal einem, maximal vielen Orten.
- In die Gegenrichtung wird keine Aussage über die Kardinalität gemacht.

Die in Klammern angegebenen Kardinalitäten im Diagramm (zum Beispiel „0..n“) bezeichnen die analoge UML-Notation und gehören nicht zur Martin-Notation.